# Bimo Martani
Bimo Martani is een bestuurslaag in het regentschap Sleman van de provincie Jogjakarta, Indonesië. Bimo Martani telt 6683 inwoners (volkstelling 2010).